# Iryna Fiadotava
Iryna Fiadotava es una deportista bielorrusa que compitió en ciclismo adaptado en las modalidades de pista y ruta. Ganó cuatro medallas en los Juegos Paralímpicos de Verano en los años 2000 y 2008.

## Palmarés internacional
| Juegos Paralímpicos | Juegos Paralímpicos | Juegos Paralímpicos | Juegos Paralímpicos             |
| Año                 | Lugar               | Medalla             | Prueba                          |
| ------------------- | ------------------- | ------------------- | ------------------------------- |
| 2000                | Sídney (Australia)  | Medalla de oro      | Ruta tándem clase abierta mixto |
| 2008                | Pekín (China)       | Medalla de oro      | Ruta B VI 1-3                   |
| 2008                | Pekín (China)       | Medalla de plata    | Contrarreloj B VI 1-3           |

| Juegos Paralímpicos | Juegos Paralímpicos | Juegos Paralímpicos | Juegos Paralímpicos                               |
| Año                 | Lugar               | Medalla             | Prueba                                            |
| ------------------- | ------------------- | ------------------- | ------------------------------------------------- |
| 2000                | Sídney (Australia)  | Medalla de oro      | Persecución individual tándem clase abierta mixto |